# Polycarpaea helichrysoides
Polycarpaea helichrysoides är en nejlikväxtart som beskrevs av Joseph Marie Henry Alfred Perrier de la Bâthie. Polycarpaea helichrysoides ingår i släktet Polycarpaea och familjen nejlikväxter. Inga underarter finns listade i Catalogue of Life.